# Hoplias microcephalus
Hoplias microcephalus es el nombre de un pez de taxonomía incierta, integrante de la familia de los eritrínidos y del género de peces de agua dulce Hoplias, cuyos integrantes son denominados comúnmente en idioma español con el nombre de tarariras y localmente en portugués como trairão. Este pez habitaría en cursos fluviales tropicales en el nordeste de América del Sur.

## Historia taxonómica
Su taxonomía es confusa. Fue descrita en el año 1829 como Erythrinus microcephalus por el naturalista suizo Jean-Louis-Rodolphe Agassiz, empleando ejemplares del río São Francisco, en el nordeste de Brasil. Posteriormente Macrodon intermedius se describió mediante especímenes del río Cipó, curso fluvial que es un afluente de la cuenca superior del São Francisco. Esto llevó a algunos autores a considerar a esta última un sinónimo más moderno de Erythrinus microcephalus, mientras que otros trataron a ambas como sinónimos más modernos de H. malabaricus.
En 2009, Hoplias intermedius fue rehabilitada como especie válida por Osvaldo Takeshi Oyakawa y George Mendes Taliaferro Mattox al tiempo que expuso la situación taxonómica de H. microcephalus. Podría haberse postulado que ambas pudiesen constituir un mismo taxón, sin embargo, el holotipo de E. microcephalus se destruyó durante un bombardeo en la Segunda Guerra Mundial y en la descripción de su publicación original no queda claro siquiera si se trata de un taxón integrante del “grupo de especies Hoplias malabaricus” o uno del “grupo de especies Hoplias lacerdae”. Como la población estudiada por Oyakawa y Mattox se incluye claramente en el “grupo H. lacerdae” y se corresponde adecuadamente con los sintipos aún conservados de Macrodon intermedius, ambos investigadores concluyeron que el taxón descrito con este último nombre era el que debía corresponderle al estudiado.